# Registr rytířských řádů
Registr rytířských řádů (Register of Orders of Chivalry, Registre des Ordres de Chevalerie) je oficiální seznam mezinárodně uznávaných rytířských řádů, který vydává Mezinárodní stálá komise pro rytířské řády. Komise se při tom řídí mezinárodně uznanými Standardy posuzování legitimity rytířských řádů (viz níže). Registr je aktualizován v nepravidelných intervalech. Registr byl vydán v těchto letech: 1964, 1970, 1978, 1996, 1998, 2001, 2002, 2003, 2004, 2006, 2007, 2008, 2009, 2010, 2016.

## Standardy posuzování legitimity rytířských řádů
1. Každý nezávislý stát má právo vytvářet vlastní řády nebo záslužná vyznamenání, a podle své libosti stanovovat jejich konkrétní pravidla. Avšak jen nejvyšší státní vyznamenání mohou být považována za rytířská, pokud jsou udělována korunovanou hlavou státu, nebo pro tempore nejvyšším státním představitelům.
2. Dynastické (nebo rodinné) řády, které náleží iure sanguinis k suverénním panovnickým domům (tj. k domům panujících nebo ex-panujících rodů, jejichž svrchované postavení bylo mezinárodně uznáno v době Vídeňského kongresu v roce 1814, nebo v období po něm), které si zachovaly rytířské, šlechtické a sociální uznání bez ohledu na politické změny.
3. Obecně přijímaným právním názorem je, že bývalí panovníci, kteří neabdikovali, mají odlišné postavení, jako uchazeči o trůn, a že po dobu života jim nadále náleží právo vznešeného zakladatele (lat. Fons honorum), a to i ve vztahu k těm řádům, v nichž nadále zastávají úřad velmistra, což by bylo jinak klasifikováno jako řád státní a záslužní.
4. Ačkoli v jistém čase – před mnoha staletími – soukromé osoby vysokého společenského postavení mohly a i zakládaly nezávislé rytířské řády, dokonce některé z nich byly časem považovány za velmi prestižní a získaly formální církevní či panovnické uznání, v dnešní době se považuje tento způsob zakládání řádů za překonaný a za rytířské řády se považují pouze takové, které mají starobylý původ, nepřetržité trvání, a jsou pod zvláštní ochranou hlavy nebo (ex-) panovnického domu uznaného za svrchovaný.
5. Uznání řádů státy nebo nadnárodními organizacemi, které samy nezřizují vlastní rytířské řády, a jejichž ústavní zákony neobsahují ustanovení definující uznávání rytířských či šlechtických institucí, nemohou být považovány za "legitimizující" z titulu své svrchovanosti, jelikož tyto státy nebo nadnárodní organizace se tímto samy vzdaly práva na výkon heraldické jurisdikce. Mezinárodně uznávaný status rytířského řádu je založen právě na Fons honorum, které, podle starobylých tradic, přísluší pouze autoritě, která daný řád založila, vzala pod svou zvláštní ochranu, nebo uznala.
6. Jediným uznaným řádem, který je považován za Svrchovaný a který působí dodnes, je řád sv. Jana Jeruzalémského, přezdívaný z Rhodu a Malty, jehož mezinárodní sídlo bylo v roce 1834 přeloženo do Říma, a jehož mezinárodní diplomatický statut nezávislé neteritoriální suverenity je oficiálně uznán Svatým stolcem a mnoha dalšími vládami, včetně České republiky.

## Seznam rytířských řádů zapsaných do Registru rytířských řádů z roku 2016
Seznam nezahrnuje řády udělované vládnoucími královskými rodinami, ani státní vyznamenání. Letopočet v závorce udává založení, popř. uznání řádu.

### Nezávislé (suverénní) řády
1. Suverénní řád Maltézských rytířů (1099/1113)

### Polonezávislé řády
1. Řád alcántarských rytířů (1175/1177)
2. Řád calatravských rytířů (1157/1164)
3. Řád svatojakubských rytířů (1161/1175)
4. Řád německých rytířů (1190)
5. Utrechtská bailiva Řádu německých rytířů (1249)
6. Řád rytířů z Montesy (1312/1317)
7. Řád svatého Jana (Braniborská bailiva) (1332/1852)
8. Nejctihodnější řád sv. Jana Jeruzalémského (1831/1888)
9. Rytířský řád Božího hrobu jeruzalémského (1847/1868)
10. Řád johanitů v Nizozemsku (1909/1946)
11. Řád sv. Jana ve Švédsku (1920)

### Dynastické řády
Některé z dynastických řádů v současnosti nejsou udělovány, a mohly by být zařazeny mezi "spící řády", ale hlavy panovnických rodin by je mohly kdykoliv obnovit. Některé jsou také udělovány jako státní vyznamenání zemí, které již nejsou monarchiemi; některé byly takto udělovány i v minulosti. 

#### Albánie
- Velká čestná kolana Albánie
- Řád věrnosti (Řád Besa)
- Skanderbegův řád

#### Rakousko
- Řád zlatého rouna
- Řád hvězdového kříže

#### Bulharsko
- Řád sv. Cyrila a Metoděje
- Řád za udatnost
- Řád sv. Alexandra
- Civilní řád za odvahu a zásluhy
- Vojenský řád za odvahu a zásluhy

#### Francie
- Řád sv. Ducha
- Řád svatého Michala
- Řád svatého Ludvíka

#### Německo: Anhaltsko
- Domácí řád Albrechta Medvěda

#### Německo: Bádensko
- Domácí řád věrnosti

#### Německo: Bavorsko
- Řád sv. Huberta
- Domácí řád sv. Jiří
- Teresiánský řád

#### Německo: Brunšvicko
- Řád Jindřicha Lva

#### Německo: Hannoversko
- Řád Guelfů
- Řád sv. Jiří (Hannoversko)

#### Německo: Hesensko
- Řád zlatého lva

#### Německo: Hohenzollern
- Knížecí hohenzollernský domácí řád

#### Německo: Lippe
- Čestný kříž

#### Německo: Oldenbursko
- Domácí a záslužný řád vévody Petra Fridricha Ludvíka

#### Německo: Prusko
- Řád černé orlice
- Královský hohenzollernský domácí řád
- Řád Luisin

#### Německo: Reuss
- Čestný kříž (Reuss)

#### Německo: Sasko
- Řád routové koruny
- Vojenský řád sv. Jindřicha
- Řád Sidonie

#### Německo:Sasko-Výmarsko-Eisenach
- Řád bílého sokola

#### Německo: saská vévodství
- Vévodský sasko-ernestinský domácí řád

#### Německo: Schaumburg-Lippe
- Domácí řád Schaumburg-Lippe

#### Německo: Waldeck
- Domácí řád Waldecku

#### Německo:Württembersko
- Řád württemberské koruny
- Řád Olgy

#### Řecko
- Řád Spasitele
- Řád sv. Jiří a Konstantina
- Řád sv. Olgy a Sofie
- Řád Jiřího I.

#### Itálie
- Řád zvěstování
- Řád sv. Mauricia a sv. Lazara
- Civilní savojský řád

#### Itálie: Parma
- Řád konstantiniánských rytířů sv. Jiří
- Řád sv. Ludvíka za civilní zásluhy

#### Itálie: Toskánsko
- Řád sv. Štěpána, papeže a mučedníka
- Řád sv. Josefa

#### Itálie: Obojí Sicílie
- Řád sv. Januaria
- Řád konstantiniánských rytířů sv. Jiří

#### Jugoslávie a Srbsko
- Řád svatého knížete Lazara
- Řád bílého orla (Srbsko)
- Řád svatého Sávy
- Řád Karađorđeho hvězdy
- Řád jugoslávské koruny

#### Černá Hora
- Řád knížete Danila I.
- Řád sv. Petra z Cetinje
- Řád Petrovićů-Njegošů

#### Portugalsko
- Řád sv. Izabely
- Řád Naší milé Paní z Villa Vicosy

#### Rumunsko
- Řád rumunské koruny
- Řád Karola I.
- Řád Michala Chrabrého

#### Rusko
- Řád sv. Ondřeje
- Řád sv. Kateřiny
- Řád sv. Alexandra Něvského
- Řád sv. Anny (Rusko)
- Řád sv. Jiří (Rusko)
- Řád sv. Vladimíra
- Řád Bílého orla
- Řád sv. Stanislava

#### Brazílie
- Řád Pedra I.
- Řád Růže

### Ostatní dynastické řády
Jde o dynastické řády knížecích domů, které byly mediatisovány a proto se neúčastnily Vídeňského kongresu. 

#### Hohenlohové
- Řád Fénixe

#### Isenburgové
- Řád Pour mes amis

#### Thurn-Taxisové
- Řád De Parfaite Amitié

### Nedávno zaniklé rytířské řády
- Řád wendské koruny (Dynastie Meklenburských)
- Schwarzburský čestný kříž (Schwarzburgové)

## Dodatky k seznamu z roku 2016
V dodatcích jsou obsaženy následující seznamy: 

### Další instituce rytířského charakteru
- Staré rytířské instituce, původně založené jako řády, následně obnovení dynastickým nástupcem zakladatelské autority
  - Řád křídla sv. Michaela (Braganzové)
- Nové rytířské instituce založené hlavou dříve vládnoucí dynastie
  - Savojský záslužný řád (Savojští)
  - Řád sv. Mikuláše Zázračného (Dynastie Holstein‑Gottorp‑Romanov)
  - Řád sv. Michaela Archanděla (Dynastie Holstein‑Gottorp‑Romanov)
- Vyznamenání založená těmi, kdo politicky nárokují nástupnictví po dříve vládnoucí dynastii
  - Řád orla Gruzie  (Bagrationové)
  - Řád sv. královny Tamary (Bagrationové)
  - Řád gruzínské koruny (Bagrationové)
  - Záslužný kříž portugalského královského domu (Braganzové)
  - Řád zakázané legitimity (Bourbonsko-parmská dynastie, Karlisté)
- Nástupci rytířských institucí, původně založených pod státní autoritou
  - Řád Vitéz (Maďarské království)

### Šlechtické korporace
Kritérii pro zařazení jsou: 1) zakládací listina nebo statut vydané suverénním panovníkem; 2) Insignie musí být oficiálně uznaná; 3) nošení uniformy (vojenské nebo civilní) je povoleno.

### Církevní vyznamenání
Jde o dekorace udělované patriarchy východních církví nebo arcibiskupem canterburským jakožto hlavou anglikánského společenství. Komise uznává, že tato ocenění mají platnost jakožto ocenění zásluh uvnitř těchto církví, ale vzhledem k tomu, že východní patriarchové či arcibiskup canterburský nemají plnou suverenitu, jako ji má římskokatolický papež, který je zároveň suverénní hlavou státu. Proto není přesné nazývat tato ocenění slovem "řád" a jejich držitele termínem "rytíř". Do seznamu jsou zahrnuta pouze ta ocenění, která jsou příslušnými autoritami udělována přímo, tedy nikoli ta, které jsou pouze pod jejich ochranou: ochrana je znamením suverenity, kterou příslušné autority nemají.

#### Východní katolické církve
- Patriarchální řád svatého Kříže Jeruzalémského (Melchitská řeckokatolická církev)
- Řád svatého Ignáce z Antiochie (Syrská katolická církev

#### Nekatolické řády a vyznamenání
Vzhledem k rostoucímu počtu řádů a vyznamenání spadajících pod jurisdikci církví mimo církev římskokatolickou se Mezinárodní komise rytířských řádů (The International Commission on Orders of Chivalry) po jistém váhání zahrnula do svého seznamu také tyto dekorace a vytvořila seznam, který je průběžně aktualizován.